# Eine Frau sieht rot
Eine Frau sieht rot ist ein Vergewaltigungs-Drama mit Margaux Hemingway aus dem Jahr 1976. Der Film hatte am 8. Oktober 1976 in der Bundesrepublik Premiere.

## Handlung
Gordon Stuart, der neue Musiklehrer an einer katholischen Schule, möchte mit seinen von Naturgeräuschen und Synthesizern gemachten Klängen ins Musikgeschäft einsteigen. Die Chance eröffnet sich durch die Schwester seiner Schülerin Kathy McCormick. Während eines Fotoshootings für einen Lippenstift lernt er sie, das Model Chris McCormick, kennen und spielt ihr bei einem Treffen in ihrem Apartment ein Probeband vor. Chris ist von der Musik nicht sehr angetan und flüchtet sich dank eines Telefongespräches in das Nebenzimmer. Von der Enttäuschung getrieben, vergewaltigt Gordon sie danach, wobei einiges an ihrem Mobiliar zu Bruch geht. Als ihre Schwester sie beide entdeckt, bricht er ab und verschwindet. Kathy glaubt zuerst, dass ihre Schwester etwas mit ihrem Musiklehrer angefangen hat. Aufgrund dieses Missverständnisses verständigen die Schwestern die Polizei viel später, was vor Gericht noch fatale Folgen haben wird. Entgegen dem Rat ihres Freundes Steve zeigt sie Gordon an, und er wird festgenommen. Staatsanwältin Bondi hat nicht viel Hoffnung, dass Stuart verurteilt wird, was sich aufgrund seines gewieften Anwalts vor Gericht einstellt, nachdem dieser Kathy und Chris enorm eingeschüchtert hat. Hinzu kommt, dass Stuart eine ganz andere Version schildert und die Modeltätigkeit des Opfers als Entschuldigung nimmt, um sie bloßzustellen. Daraufhin wird er von den Geschworenen freigesprochen.
Während Chris sich entschlossen hat, mit der Modeltätigkeit aufzuhören, und ihre letzten Fotos macht, erkundet die begleitende Kathy die weiteren Räume des Ateliergebäudes. Dabei entdeckt sie den entlassenen Gordon Stuart mit früheren Schülerinnen in einem Probetanzsaal, in dem er seine experimentelle Musik ausprobiert. Nachdem die Mädchen gegangen sind, entdeckt er Kathy und versucht, sie zu verführen. Kathy flieht vor ihm, wird aber von ihm in einem entlegenen Tunnel geschnappt und schwer misshandelt. Als sie sich zu ihrer Schwester zurückschleppt, verfällt Chris in einen Wutanfall und entdeckt Gordon zufällig auf dem Parkplatz. Hektisch rennt sie hinunter, holt ihr Gewehr aus dem Wagen und schießt auf den Flüchtenden in dessen Fahrzeug, das sich überschlägt. Als dieser aussteigt, wird er nochmals von ihr getroffen und stirbt.
Vor Gericht übernimmt Carla Bondi ihre Verteidigung und erwirkt einen Freispruch.

## Hintergrund
- Der Film begründete die Karriere von Mariel Hemingway.
- Die deutsche Titelgebung ist angelehnt an den kurz zuvor gedrehten Bronson-Filmtitel Ein Mann sieht rot.

## Synchronisation
| Rolle            | Schauspieler       | Deutsche Synchronsprecher |
| ---------------- | ------------------ | ------------------------- |
| Chris McCormick  | Margaux Hemingway  | Rita Engelmann            |
| Gordon Stuart    | Chris Sarandon     | Elmar Wepper              |
| Kathy McCormick  | Mariel Hemingway   | Madeleine Stolze          |
| Martin McCormick | John Bennett Perry | Norbert Gescher           |
| Nathan Cartright | Robin Gammell      | Norbert Gastell           |
| Steve Edison     | Perry King         | Hans-Werner Bussinger     |
| Carla Bondi      | Anne Bancroft      | Rosemarie Fendel          |

## Kritiken
„Auf billige Emotionen angelegter, plakativer Film, der das Thema sexueller Gewalt gegen Frauen für eine Handvoll schlechter Thriller-Effekte ausbeutet. Bemerkenswert allenfalls wegen des Schauspieldebüts des damaligen Teenagers Mariel Hemingway, die ihre ältere Schwester, das Fotomodell Margaux, in jeder Szene glatt an die Wand spielt.“

„Verlogenes Selbstjustizdrama.“